# Fàbrica de Licors i Caves Mascaró
La Fàbrica de Licors i Caves Mascaró, "Casa Galtès i Mainé" o simplement "Caves Mascaró" és un edifici del municipi de Vilafranca del Penedès (Alt Penedès) protegit com a bé cultural d'interès local. Fins als anys seixanta s'hi elaborava el famós brandi Mascaró i encara avui s'utilitza per l'envelliment dels caves de la mateixa marca.
L'edifici està situat en un carrer pròxim a la Rambla de Nostra Senyora en una zona d'arquitectura popular de cases de comparet. És una construcció entre mitgeres, de planta rectangular i pati interior de servei. Consta de planta baixa i pis, sota coberta de teula àrab i terrat. Hi ha una pèrgola amb arcades. A la façana cal destacar la decoració amb motius florals.